# Maison de la littérature
La Maison de la littérature est une institution culturelle située à Québec. Elle contient notamment une bibliothèque, une salle d'exposition et une scène, et divers espaces de création. Elle est installée dans l'ancienne église Wesley, un bâtiment de style néogothique qui contraste avec l'intérieur épuré de la Maison. 
Elle est issue d’un partenariat entre la Ville de Québec et L’Institut canadien de Québec, qui est responsable de son administration.

## Historique

### Église Wesley
La maison de la littérature est située dans l'ancien temple Wesley. Ce bâtiment a été construit en 1848 pour la communauté méthodiste. L'église a été construite avec un budget limité, donc n'inclut pas de clocher. Elle est également la première avec un style néogothique, inspirée des villes ouvrières en Angleterre, à Québec.
L'église est fermée au culte en 1931 après la création de l'Église unie du Canada. Les fidèles préféraient donc fréquenter l'église voisine, l'église unie Chalmers-Wesley sur la rue Sainte-Ursule. 

### Vocation administrative
En 1944, l'Institut canadien de Québec aménage ses bureaux administratifs dans l'ancienne église. Il y a également une biblothèque publique au sous-sol. Le lieu devient un centre culturel, puisqu'il propose des spectacles et de la formation artistique.

### Création de la Maison de la littérature
Un concours d'architecture est lancé en 2011 pour réaménager l'endroit en maison de la littérature. Il est remporté par Chevalier Morales.
La Maison de la littérature est donc inaugurée en 2015. Une annexe est ajoutée au bâtiment.
En 2025, de nouveaux travaux de réfection de 3M$ sont nécessaires pour réparer la structure et la pierre.

## Activité
La Maison de la littérature a pour but de faciliter la création et la diffusion des arts littéraires.
La Maison présente des spectacles, des performances, des tables rondes, des conférences, des cercles d'écriture, des nuits de lecture, des cercles de lecture, des entretiens, des ateliers, et des compétitions de slam.

## Expositions
Morceaux choisis, est une exposition permanente à la Maison de la littérature. On y retrouve des extraits écrits, audio, vidéo et visuels d'œuvres littéraire d'environ soixante artistes québécois et québécoises.

## Œuvres

### 2021
Constellations, une carte numérique interactive de la ville de Québec dans laquelle il est possible de lire ou écouter des textes littéraires et leurs enregistrements.